# Саті-бега
Саті-бега (*1300  —10 березня 1345) — правителька держави Ільханів у 1338—1339 роках.

## Життєпис
Походила з династії Хулагуїдів. Донька Олджейту, хана держави Ільханів. Народилася у 1300 році у Тебрізі. Тут провела значний час. 1319 року вийшла заміж за еміра Чобана, чим сприяла піднесенню роду чоловіка. її сини стали намісниками найважливіших провінцій держави. У 1327 році чоловіка Саті-беги було вбито.
У 1336 році вийшла заміж за нового хана Арпа Ке'ун, який таким чином намагався зміцнити свої права на владу. 1337 року після призначення сина Сургана намісником Карабаху Саті-бега перебралася до сина.
З фактичним розпадом держави Ільханів у 1337 році, рід Чобанідів вирішив використати Саті-бега як претендента у боротьбі з Джалаїрідами, які висували своїх кандидатів. У 1338 році онук колишнього чоловіка Чобана — Хасан Кучек — переміг Мухаммед-хана у битві при Алатакі. Після цього Саті-бегу було оголошено новим володарем держави. Втім вона контролювала лише Кавказ та північний Іран. Проти цього виступили Джалаїріди, які висунули новим претендентом онука хана Гайхату — Джахан Темура, який став володарем південно-західних областей держави.
У 1339 році підозрюючи Саті-бега у спробі змови з Джалаїрідами, Хасан кучек повалив її, а потім змусив вийти заміж за нового правителя — Сулейман-хана. Після цього вплив на політику Саті-бега припинився. 1343 року Хасан кучека було вбито. Її син Сурган брав участь у боротьбі за владу на півночі та заході рештків держави Ільханів. 1353 року Сурган зазнав поразки, разом з Саті-бегою втік до Анатолії, де померла у горах Сіджас того ж року.